# Shipping Service Provider
Met een Shipping Service Provider (SSP) beschrijft men bedrijven die zich bezighouden met de technische aansluiting van logistieke dienstverleners. Onder logistieke dienstverleners vallen onder andere DHL, DPD, GLS, UPS, postbedrijven zoals PostNL, bpost, Chronopost, Correos, Deutsche Post, expresdiensten zoals DHL Express, FedEx, maar ook bezorging op dezelfde dag van koeriers zoals Budbee en Trunkrs. Recentelijke publicaties noemen een Shipping Service Provider ook wel verzendsoftware of logistieke software.

## Dienstverlening
Net als bij de Payment Service Provider (PSP) biedt ook de Shipping Service Provider (SSP) een dienst aan om het verkoopproces van e-commerce te optimaliseren. In plaats van het integreren van iedere logistieke dienstverlener afzonderlijk, hoeven webwinkeliers slechts op één SSP terug te vallen om verzendlabels rechtstreeks vanuit hun webwinkel of ERP-systeem aan te maken. Er bestaan Shipping Service Providers die ook verzendlogica in de webshop aanbieden, zodat webwinkeliers bezorgmogelijkheden zoals pick-up points en click & collect niet per vervoerder hoeven te integreren. 
Hierdoor wordt de link met één logistieke dienstverlener verbroken en kan er gebruik worden gemaakt van verschillende verzendpartijen. Bovendien biedt de SSP overkoepelende verzendinformatie. Deze uniforme interface wordt bijvoorbeeld beschikbaar gesteld in een Software-as-a-Service platform. 
Daarnaast bieden SSP's meestal extra functies zoals een retourportaal of tracking die te personaliseren is, welke door webwinkels worden ingezet als marketingtools.

## Aanbieders
Er zijn wereldwijd een tal van leveranciers. Door de complexiteit van de interfaces die door de logistiek dienstverleners worden gebruikt, zijn de diensten van Shipping Service Providers echter vaak beperkt tot een bepaalde regio (zoals Europa of zelfs individuele landen). 